# Ibatiba
Ibatiba là một đô thị thuộc bang Espírito Santo, Brasil. Đô thị này có diện tích 241,41 km², dân số năm 2007 là 19481 người, mật độ 80,67 người/km².